# Приманка для роззяв
«Прима́нка для роззя́в» (англ. Sucker Bait) — науково-фантастична повість американського письменника Айзека Азімова, вперше опублікована частинами у лютневому та березневому випусках 1954 року журналу Astounding Science Fiction. Увійшла до збірки «Марсіанський шлях та інші історії» (1955).

## Задум
Флетчер Прет — редактор Twayne Press, запропонував фантастам (Азімову, Полу Андерсону та Вірджинії Кід з чоловіком Джеймсом Блішем) написати по оповіданню за сценарієм, що змоделювали науковці. Планувалося видати їх разом із науковим поясненням однією книгою. Азімов написав «Приманку для роззяв», Андерсон — «Питання та відповідь», а третє оповідання не було написане, тому Азімов опублікував своє оповідання у Astounding Science Fiction.
Сценарій описував подвійну зорю у кулястому скупченні Геркулеса із землеподібною планетою Троя у якої є супутник Іліон. Планета знаходиться у троянській точці Лагранжа обидвох зірок, тобто, утворює з ними правильний трикутник. Перша експедиція колоністів загинула від таємничого лиха і повторна експедиція повинна з'ясувати, що сталося.

## Сюжет
За сто років до цього, на планеті Троя після двох років існування, із невідомої причини загинула вся колонія із 1337 людей. Планета є рідкісною через розташування її орбіти в троянській точці Лагранжа яка входить в зону життя навколо подвійної зорі Лагранж-I і Лагранж-II.
Космічний корабель «George G. Grundy» (чи «Потрійне G») зафрахтований Конфедерацією планет, щоб доставити команду дослідників на Трою для проведення таємного розслідування. Планета Троя і супутник Іліон, названі на честь давнього міста Трої (Іліон) мають неофіційні назви Братусь та Сестричка через їхню схожість з Землею та Місяцем відповідно. Місія дослідників є дуже важливою, оскільки через неуважність бюрократів, планета вже розрекламована політиками як рай для колоністів.
Серед пасажирів корабля єдиним не науковцем є 20-річний Марк Аннунчіо із Мнемонічної служби, куди відбирають талановитих дітей і тренують їх запам'ятовувати та пов'язувати величезні об'єми інформації. Роботою Марка є знаходження таких логічних зв'язків, які не здатні віднайти ні звичайні фахівці, ні комп'ютери. Його цікавить довільна інформація від привидів до особових справ екіпажу. Дослідники зверхньо поводяться із Марком, оскільки той не є спеціалістом у якійсь конкретній галузі, як кожен із них. За Марком наглядає психолог Шеффілд.
Після висадки на планеті, дослідники виявляють умови близькі до земних льодовикового періоду, хоча тварини відсутні, а рослини є більш твердими та крихкими. Після перших двох тижнів ізоляції, мікробіолог Родрігес запевняє, що місцеві форми життя не можуть спричинити шкоди. Керівник дослідників астрофізик Саймон вирішує спорядити експедицію до місця попередньої колонії.
Шеффілду доводиться шантажувати Саймона, щоб той погодився включити Марка до складу експедиції, де той зможе отримувати всю необхідну інформацію.
Із залишених повідомлень дослідники знають, що колоністи вмирали поступово через респіраторну хворобу ядуху.
Але геохімік не знаходить шкідливих газів чи речовин. Ботанік не виявляє отруйних рослин. А лікар експедиції не бачить патологій у ексгумованих трупів.
Марк завжди прислухається до експертних висновків спеціалістів, які ніколи не опускаються до відповіді на уточнювальні запитання, вважаючи це ставленням під сумнів їхньої кваліфікації.
Раптово Марк травмує психолога, викрадає катер, повертається на корабель і залякує команду страшними розповідями. Команда примушує капітана завершити експедицію.
Науковці звинувачують Марка та його опікуна у бунті. Під час трибуналу, він повідомляє, що причиною загибелі експедиції є висока концентрація берилію у ґрунті та рослинах. Марку випадково відомий вплив берилію на живі організми із давніх, ще паперових книг. Всі інші дослідники не можуть це знати, оскільки, берилій давно вже перестали використовувати. Марк використав забобонність екіпажу, щоб зменшити їхній час перебування на планеті, оскільки знав, що фахівці не дозволять собі погодитись із його думкою.

## Схожість з іншими творами Азімова
- У творах «Мертве минуле» та «Фах» теж йдеться про занадто вузьку фахову спеціалізацію.
- У оповіданні «Щоб не пам'ятали» розповідається про людину із абсолютною пам'яттю.
- У оповіданні «Жартівник» йдеться про складність створення нових знань із відомих фактів.